# 주량공

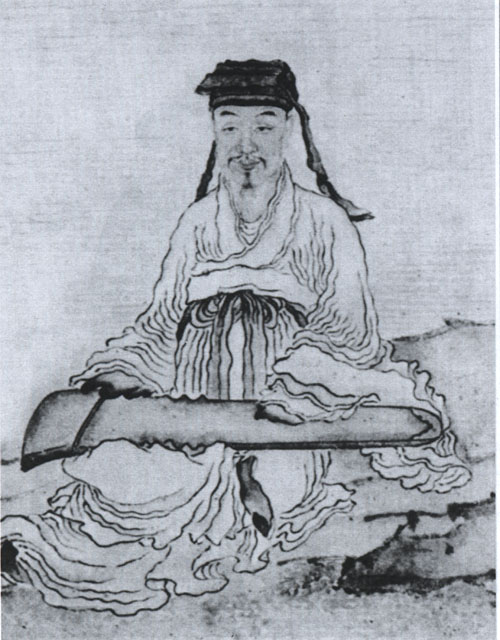
저우량궁의 초상

주량공(중국어: 周亮工, 한어 병음: Zhōu Liànggōng, 웨이드-자일스: Chou Liang-kung, 1612년~1672년)은 카이펑시에서 태어났으며 난징시와 오랫동안 가족 관계를 맺었던 중국 시인, 서예가, 수필가, 미술사학자이다.
그는 1640년에 진사 학위를 받아 산둥 웨이현의 지방관이 되었고, 그곳에서 아이신기오로 아바타이가 이끄는 만주족 청군으로부터 도시를 방어했다. 그는 베이징으로 도망쳤으나, 이자성의 반란군이 도시를 공격한 후 난징으로 달아났다. 도도 왕자가 청나라를 위해 난징을 점령한 후 저우는 청나라에 봉사하기 시작했다. 그러나 그는 새로운 만주 정권에서 다양한 공식 직책을 맡게 되었다. 1655년, 그는 복건절강총독 퉁타이에 의해 공직 부패 혐의로 기소되어 결국 푸저우시에 투옥되었고, 그곳에서 그는 자신의 시집인 《라이구탕 지》(賴古堂集)를 편집했다. 그는 정성공의 군대가 공격했을 때 감옥에 있었고, 일시적으로 풀려나 방어를 이끌었다. 저우는 결국 1661년에 사면을 받아 다시 관리로 봉사했으며, 난징의 곡물 감찰관으로 활동했다. 1669년 12월 그는 파티를 열었고, 20명 이상의 난징 관련 화가와 시인들이 그곳에 모였다. 그는 1669년에 다시 부패 혐의로 기소되었다. 그의 형벌은 교수형이었으나, 1670년의 사면 때 다시 사면되어 석방되었다.
말년에 그는 자신의 많은 글을 파괴했지만, 그가 지도하고 편집했던 그의 많은 동료들의 작품은 파괴하지 않았다. 그의 현존하는 작품 중에는 그가 감옥에서 편찬한 《인수우 수잉》(因树屋书影)이라는 잡기집과 주목할 만한 서한집인 《척독신초》(尺牍新抄)가 있다. 서한집은 민주적인 사업이었다. 수록된 많은 서한들은 편찬을 도운 사람들의 것이다. 진정한 의미에서 저우는 최고 편집자였다. 그가 죽은 직후 몇 년 동안 저우는 일류 작가로 평가받았다. 18세기에 이르러 그와 두 왕조에 봉사했던 다른 작가들은 낮은 수준으로 간주되었다. 18세기 후반에는 그의 작품이 당시 통치 군주에게 금기시되었다.